# Смит, Уильям (губернатор)
Уильям «Экстра-Билли» Смит (англ. William «Extra Billy» Smith; 6 сентября 1797 — 18 мая 1887) — американский юрист, конгрессмен, 30-й и 35-й губернатор Вирджинии и самый старый полевой командир в период гражданской войны — на момент начала войны ему было 63 года.

## Ранние годы
Смит родился в Маренго, в округе Кинг-Джордж, штат Вирджиния. Он окончил частную школу в Вирджинии и академию Плэйнфилд в Коннектикуте. Впоследствии он изучал право и в 1818 был допущен к юридической практике в Калпепере, Вирджиния. Через два года он женился на Элизабет Хэнсбро Бэлл. У них было двенадцать детей, многие из которых умерли в детстве или в юности.
В 1831 году Смит занимался организацией почтовой связи в Вирджинии, Джорджии, Северной и Южной Каролине. Он заключил контракт с администрацией президента Эндрю Джексона на организацию почтовой связи между Вашингтоном и Милледжевилем (Джорджия), и усовершенствовал систему, введя дополнительные почтовые маршруты за отдельные доплаты (extra fees). За время его работы в Почтовом департаменте его нововведения стали широко известны и он получил прозвище «Extra Billy».

## Гражданская война
После того, как Вирджиния отделилась от Союза, Смиту предложили стать бригадным генералом в армии Конфедерации, но он отказался, сославшись на то, что не разбирается в военном деле. Однако, через несколько недель после начала войны он присутствовал на поле боя во время атаки федеральной кавалерии в сражении при Фэйрфакс-Кортхаус. После гибели капитана единственной пехотной роты он сам принял командование этой ротой, а затем помогал подполковнику Ричарду Юэллу. После этого случая он попросил места в армии и получил звание полковника 49-го вирджинского пехотного полка. Это произошло как раз перед первым сражением при Бул-Ране, где его полк хорошо себя проявил. Смит привел полк к холму Генри, где шел ожесточеный бой, и представился генералу Борегару: «Я полковник Смит, он же губернатор Смит, он же Экстрабилли-Смит». Его спросили, что его люди могут сделать, на что он ответил: «отправьте нас на позицию и я покажу вам».
В 1862 году он присутствовал в Конгрессе Конфедерации, но вернулся в полк к началу кампании на полуострове. Смит был ранен в сражении при Севен-Пайнс, а его полк заслужил положительные оценки командования. В боях Семидневной битвы его полк бывал задействован только изредка, но опять же заслужил хорошие отзывы. Смит был известен тем, что открыто выражал своё недоверие к выпускникам Вест-Пойнта и их формальной тактике, и считал здравый смысл важнее военного образования. Он так же использовал нетрадиционную форму, в частности голубой зонт и кивер.
В сражении при Энтитеме Смит временно командовал бригадой в дивизии Джубала Эрли. Он был трижды ранен и в итоге его вынесли с поля боя. За отличие в этом сражении 31 января 1863 года Смиту было присвоено звание бригадного генерала и он стал командовать бригадой из четырех вирджинских полков (бывшей бригадой Эрли):
- 13-й Вирджинский пехотный полк, подп. Джеймс Террилл
- 49-й Вирджинский пехотный полк, подп. Джонатан Гибсон
- 52-й Вирджинский пехотный полк, полк. Майкл Харман
- 58-й Вирджинский пехотный полк, Френсис Боард

Он командовал этой бригадой в сражении при Чанселорсвилле, однако ничем себя не проявил.
Во время Геттисбергской кампании командование с недоверием относилось к его способностям, но уважало политическое влияние бывшего губернатора и конгрессмена, поэтому Эрли распорядился, чтобы генерал Джон Гордон поддерживал с ним связь и осуществлял общий контроль над двумя бригадами. В первый день сражения при Геттисберге Смит отказался преследовать отступающий XI федеральный корпус, будучи уверен в том, что противник угрожает ему слева. Именно по этой причине южане в тот вечер не взяли Кладбищенский Холм: Эрли не ввел в бой бригаду Смита и приостановил наступление бригады Гордона.
Вышло так, что Смит, старейший генерал в армии Юга, встретился с Джорджем Грином, старейшим генералом армии Севера, когда 3 июля штурмовал Калпс-Хилл. Смит стал единственным генералом, не упомянутом в рапорте Эрли, ввиду чего 10 июля он решил уволиться из армии.

## Послевоенная деятельность
Еще перед Геттисбергом Смит был снова избран губернатором Вирджинии и занимал эту должность с 1 января 1864 до конца войны. Он стал одним из первых губернаторов Юга, которые выступили за вооружение негров и разрешение им служить в армии. Во время обороны Ричмонда он ненадолго вернулся к полевой службе. Смит был отстранен от должности и арестован 9 мая 1865 года, но 6 июня амнистирован.
Он вернулся в своё имение «Monte Rosa» около Уоррентона, и занялся сельским хозяйством. В возрасте 80-ти лет он стал членом вирджинской палаты делегатов (1877—1879). Смит умер в Уоррентоне и был похоронен в Ричмонде, на кладбище Голливуд.